# تويستان
تويستان هو مركب عضوي صيغته C10H16؛ وهو ألكان حلقي وله بنية ألماسية بسيطة، وأطلقت عليه التسمية بسبب التشكل على هيئة «قارب ملوي».

## التحضير
اصطنع المركب لأول مرة سنة 1962 من قبل مجموعة بحث ويتلوك (Whitlock) انطلاقاً من بنية مشتقة من مضاعف حلقي[2.2.2] الأوكتان.

## الأبحاث
اهتم عدد من الأبحاث العلمية بفكرة الحصول على بوليمر من التويستان.